# تحفةالعراقین
ختم الغرائب که بیشتر با نامی که بعدتر بدان داده شد یعنی تحفه العراقین شناخته می‌شود، تنها مثنوی سروده شده توسط خاقانی شاعر پارسی‌گوی است، که بیش از سه هزار بیت دارد و در وزن هزج مسدس اخرب مقبوض محذوف (مفعول مفاعلن فعولن) سروده شده، نسخهٔ نهایی آن به سال ۵۵۲/۱۱۵۷ بر می‌گردد. خاقانی آن را دربارهٔ سفر حج خود به نظم کشیده است. این کتاب در سال ۱۳۳۳ به کوشش دکتر یحیی قریب به چاپ رسیده است.

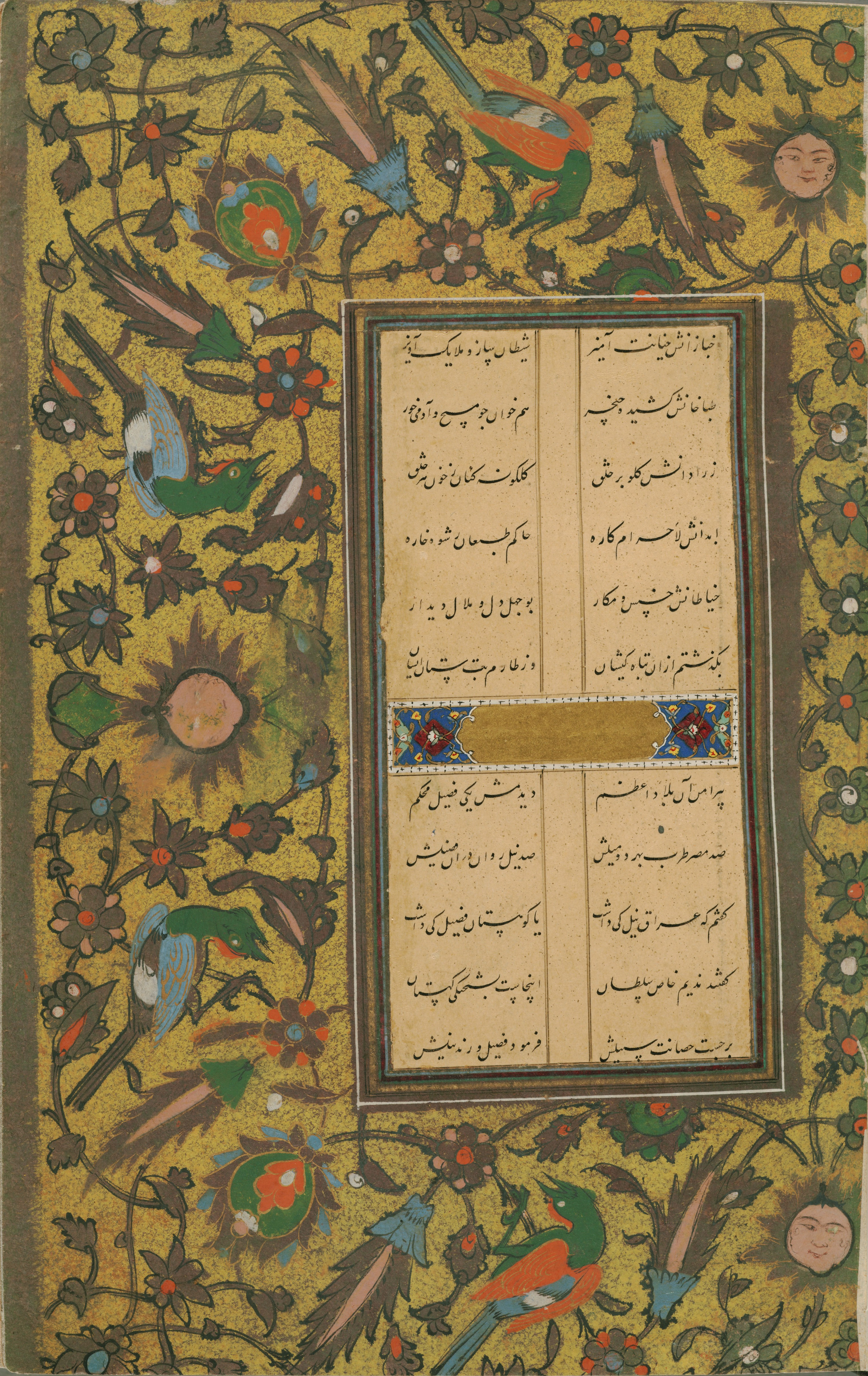
برگی از تحفه‌العراقین

خاقانی تحفةالعراقین را به نام جمال‌الدین ابو جعفر محمد بن علی اصفهانی - وزیر و از سرشناسان سده ششم - سروده است که این منظومه را خاقانی در شرح نخستین مسافرت خود به مکه و عراقین (عراق عرب و عراق عجم) سروده و در ذکر هر شهر از بزرگان و سرشناسان آن یاد کرده و در آخر هر کدام ابیاتی را به مناسبت موضوع آورده است که این مثنوی‌نامه علاوه بر مشخصات ذکر شده دارای مضامین عارفانه نیز هست.

## نام کتاب
از آنجا که این کتاب شرح سفر خاقانی به عراق امروزی (عراق عرب) و اصفهان (عراق عجم) می‌باشد، این کتاب تحفه العراقین نام گرفته که به معنای هدیه‌ای از دو عراق می‌باشد که یکی عراق عجم و دیگری عراق عرب است.

## شرح نگارش
خاقانی پس از تلاش بسیار برای قانع کردن خاقان اکبر برای دومین سفر خود به حج پس از زیارت حج به سیاحت پرداخته و از ایوان مدائن و طاق کسری دیدار می‌کند و قصیده ملی و کوبنده خود را می‌سراید در راه بازگشت، خاقانی متوجه می‌شود که شاگرد برجسته‌اش  مجیرالدین بیلقانی در نکوهش شهر اصفهان که در آن زمان به عراق عجم مشهور بود، شعری سروده که باعث خشم مردم اصفهان گردیده و برای دلجویی و معذرت خواهی قبل از رسیدن به مقصد به سمت اصفهان حرکت می‌کند و در آنجا مدتی مانده و سپس راه آذربایجان را در پیش می‌گیرد لیکن در میانه راه در تبریز فوت کرده و در مقبره الشعرای تبریز یه خاک سپرده می‌شود.

## ویژگی‌ها
مهم‌ترین نکته قابل توجه درباره این کتاب آن است که این کتاب نخستین سفرنامه منظوم بوده که در بحر هزج مسدس اخرب مقبوض محذوف سروده شده‌است.

## نمونه شعر از دیباچه کتاب
| مائیم نظارگان غمناک       |  | زین حقّه سبز و مهره خاک |
| کین حقّه و مهره تا بجایند  |  | سرکیسه عمر می‌گشایند    |
| وین طرفه که بر بساط دوران |  | مهره ز من است حقّه‌گردان |
| وقت است که وقت در سرآید   |  | سیلاب عدم به سر در آید |
| وقت است که این دوازده برج |  | درهم شکنند گوهر درج    |
| گردون نمط پلنگ گیرد       |  | گیتی نفس نهنگ گیرد     |
| از چرخ زدن بیفتد افلاک    |  | در رقص آید مفاصل خاک   |

## در ستایش حضرت نبوی
| ای سبحه انبیا بیانت     |  | محراب ملایک آستانت      |
| قارون شده از عطات عیسی  |  | هارون شده در سرات موسی  |
| در حصن تو بهر تقویت را  |  | در مهد تو بهر تربیت را  |
| ای خواجه صدر هزار خاقان |  | خاقانی را غلام خود دان  |
| ای حکم تو صیقلی نموده   |  | شمشیر زبان من زدوده     |
| منشور امانتم تو دادی    |  | این تاج تو بر سرم نهادی |
| اماره من بدین امارت     |  | لوامه شد ار سر اشارت    |
| با آنکه مراست این امیری |  | سگبان تو باشم ار پذیری  |